# Cornizzolo
Il monte Cornizzolo, (Corniscioeu nel dialetto locale) è una montagna delle Prealpi Lombarde alta 1.241 m s.l.m. Si trova in Lombardia, tra la provincia di Como e quella di Lecco. Nell'Ottocento era anche registrato come monte Pesura, ma in realtà questo era il nome di una parte del pendio canzese (quello che genera il torrente Valèt). Nel gergo venatorio, la zona prossima alla sommità del monte è conosciuta come Curunghèll/Curunghelìn. Antonio Stoppani lo chiama "Cornicciolo".

## Descrizione
La cima è sormontata da una croce, mentre poco più in basso, a circa 1100 m s.l.m., vi è il rifugio Marisa Consigliere, aperto ogni domenica durante tutto l'anno e tutti i giorni nel mese di agosto. È in fase sperimentale l'installazione di una serie di webcam ad alta risoluzione e di una centralina meteo. Il monte Cornizzolo è famoso tra gli appassionati di deltaplano e parapendio, visto che presenta un campo di decollo accessibile quasi tutto l'anno, dove da diversi anni vengono organizzate competizioni sportive di livello internazionale.
Il luogo è frequentato anche dai ciclisti poiché la strada che porta al rifugio Consigliere, completamente asfaltata, è una delle salite più impegnative della zona: da Eupilio sale per poco meno di 8 km per un dislivello di circa 740 metri. La pendenza media è superiore al 9%; tra l'"Alpe Carella" e l'"Alpe Fusi" vi è un tratto di circa 3 km costantemente sopra il 10% con punte fino al 18-19%. La seconda metà della salita è chiusa al traffico; occorre scendere di bicicletta per superare la sbarra.

## Escursioni
Il monte Cornizzolo è raggiungibile attraverso innumerevoli percorsi di varia difficoltà. Il più utilizzato è quello che parte da Eupilio e, attraverso una comoda strada asfaltata di pendenza modesta, permette di arrivare fino al rifugio Marisa Consigliere. Da lì un breve ma ripido sentiero porta alla vetta in poco più di 300 metri. La via più veloce è quella che parte da Suello, la direttissima, un itinerario di 2,5 km che richiede però di superare un dislivello di 900 metri. Un percorso simile alla direttissima ma più lungo e con una pendenza più moderata è quello che parte da Civate. Un'ulteriore alternativa è partire dalle fonti di Fonti di Gajum di Canzo, un percorso di media lunghezza e difficoltà.

## Archeologia
Sul suo pendio, a quota 1100 m s.l.m., in una sella col monte Rai, sul del crinale, orientato a sud, verso i laghi di Pusiano e Annone è stato scoperto un sito mesolitico, con tracce di focolare di industria litica, utilizzante pietra locale ritenuto una possibile stazione di caccia stagionale ad opera di cacciatori raccoglitori.

## Architetture
Di notevole interesse storico-architettonico è invece l'abbazia di San Pietro al Monte e il sottostante oratorio di San Benedetto al Monte, costruzione risalente all'XI secolo in stile romanico, la quale sorge alle pendici del suddetto monte nel territorio del comune di Civate (LC).
Attorno al monte sono inoltre presenti: il santuario di San Miro, la cappella di San Michele al Lazzaretto, la Madonna dei Sette Dolori, La Santa, la chiesa di San Francesco, la chiesa dei Santi Vito e Modesto, il monastero di San Calocero, la chiesa di San Nazaro, la chiesa di Sant'Andrea di Isella, la casa del Pellegrino, la chiesa di Santo Stefano, la cappella della Madonna di Caravaggio, il monastero dei Padri Barnabiti, la chiesa di San Lorenzo, il santuario della Madonna della Neve, la chiesa dello Spirito Santo, la chiesa di Sant'Antonio, la chiesa di San Martino, la chiesa di San Tommaso, e molti altri edifici religiosi. Questi luoghi sono toccati dall'evento Gir di Sant.
Il monte è sede di antichi culti preceltici, celtici e romani. Il Cornizzolo è sormontato da un'imponente croce in ferro battuto, opera dei mastri fabbri di Canzo; anticamente vi era una croce in pietra, tuttora conservata accanto alla cappella degli Alpini, posta sul piano del Cornizzolo. È perciò una montagna sacra a tutti gli effetti.
La società multinazionale cementiera Holcim, dopo aver rilevato gli impianti industriali produttivi e le tre cave di marna per cemento precedentemente operate dalla Cementeria Merone (posti sul versante su del Cornizzolo), ha posto in essere un progetto d'ampliamento dei siti estrattivi, con l'apertura di una quarta cava a cavallo dell'Abbazia di San Pietro al Monte. Successivamente, nel 2013, complici la crisi del settore edilizio e lo sviluppo di un nuovo stabilimento a Ternate, la Holcim ha chiuso i propri siti in zona, provvedendo anche allo smantellamento della storica teleferica (lunga 6 km) che dal Cornizzolo portava la marna a Merone.

## 2012 Anno del Cornizzolo
Il 2012 è stato l'anno del Cornizzolo: per valorizzare le ricchezze del territorio, le amministrazioni comunali del circondario hanno indetto ufficialmente un calendario annuale di eventi

## Galleria d'immagini

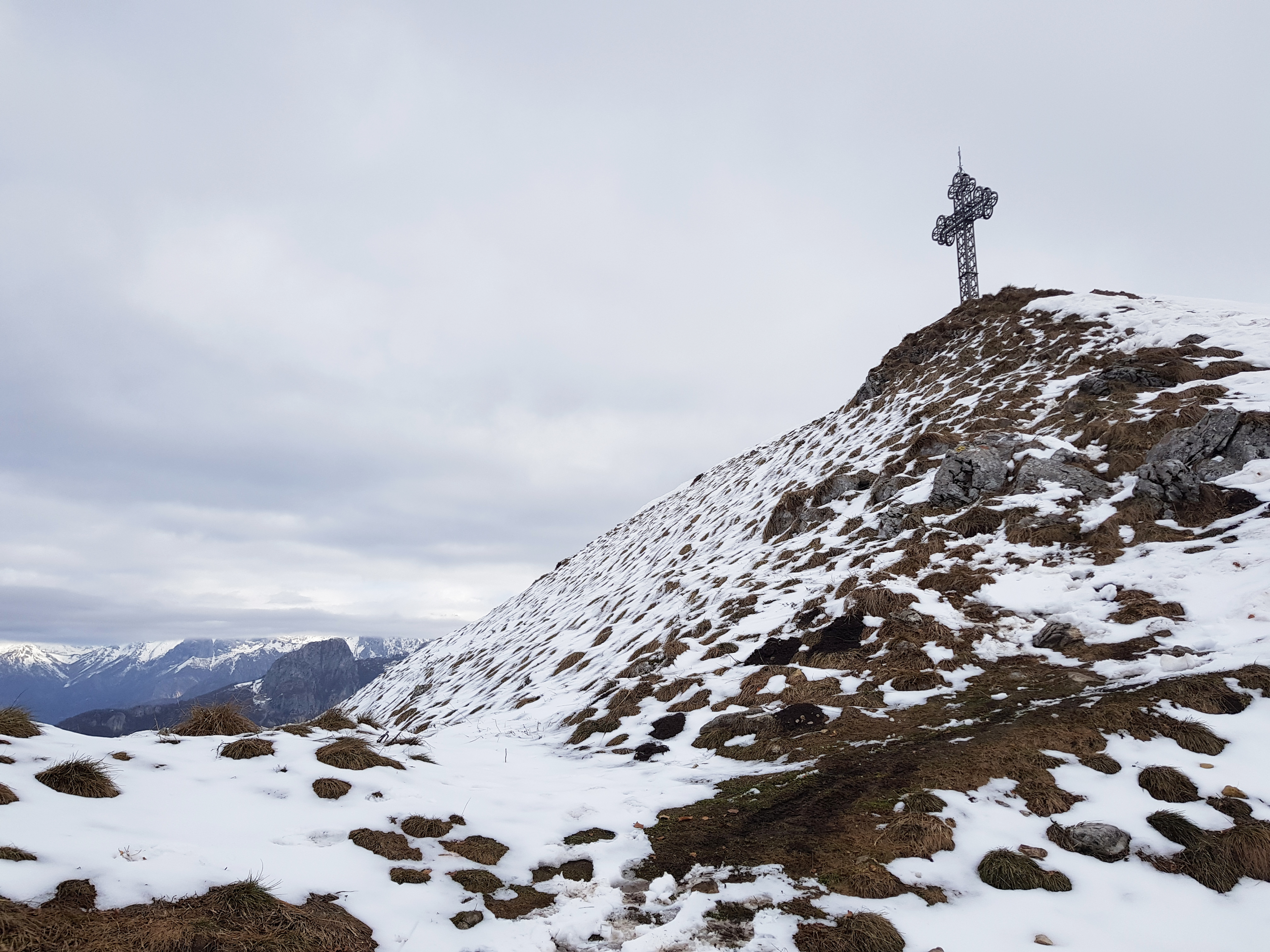
La croce di vetta vista da ovest
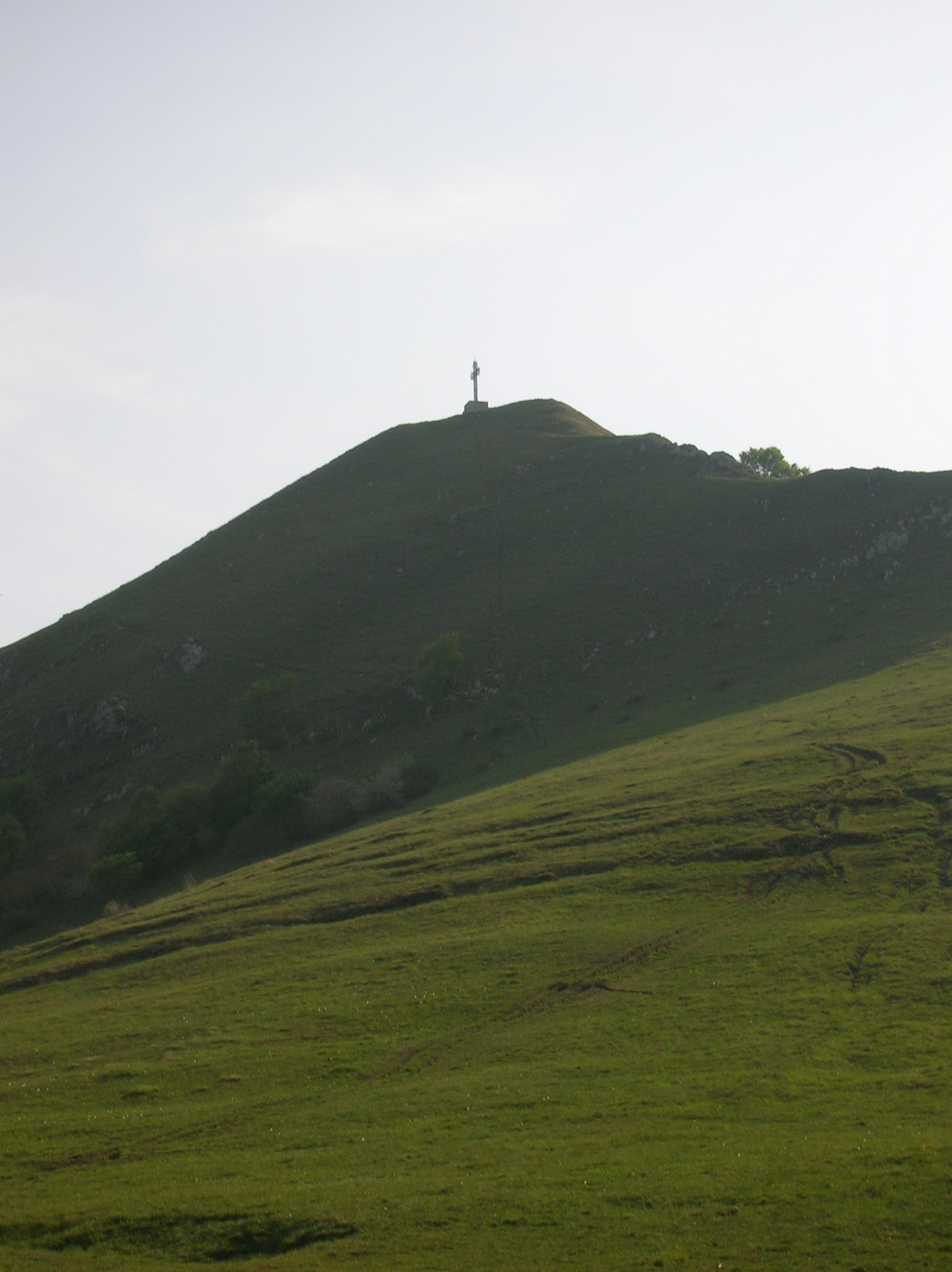
La cima del monte Cornizzolo
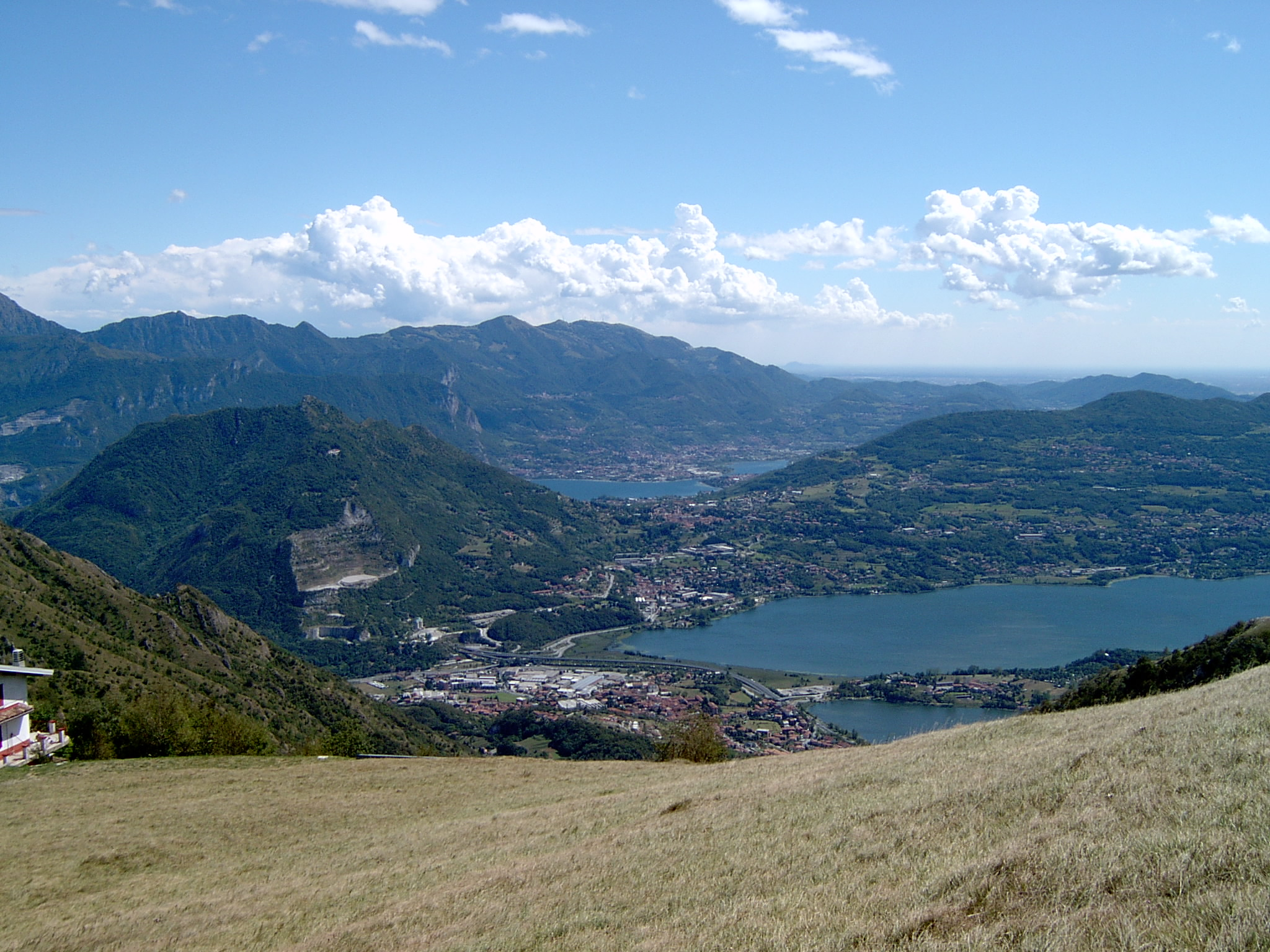
Vista dal Cornizzolo dei laghi di Annone, Garlate e Olginate
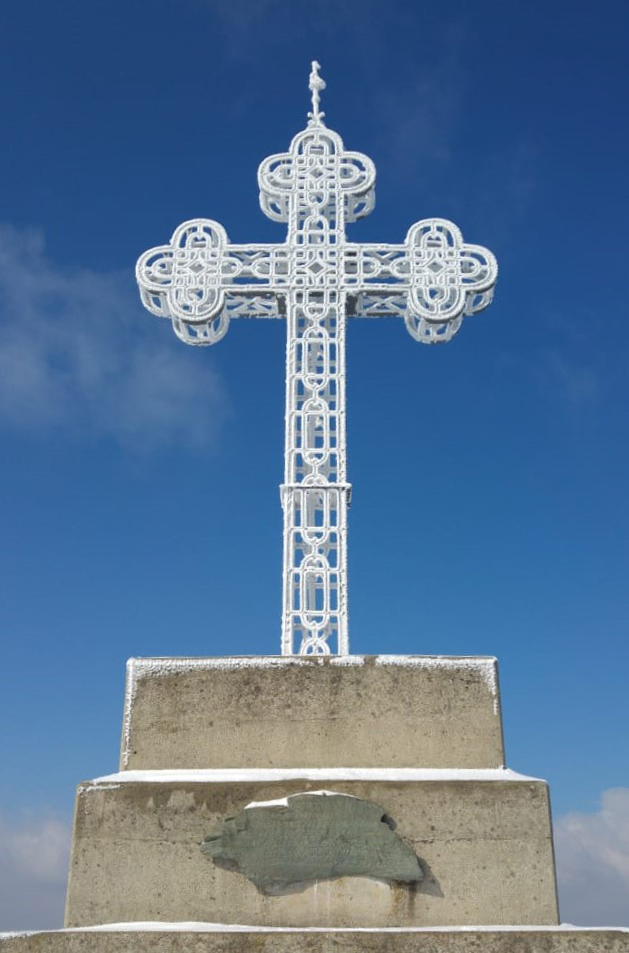
La croce di vetta coperta di ghiaccio e neve
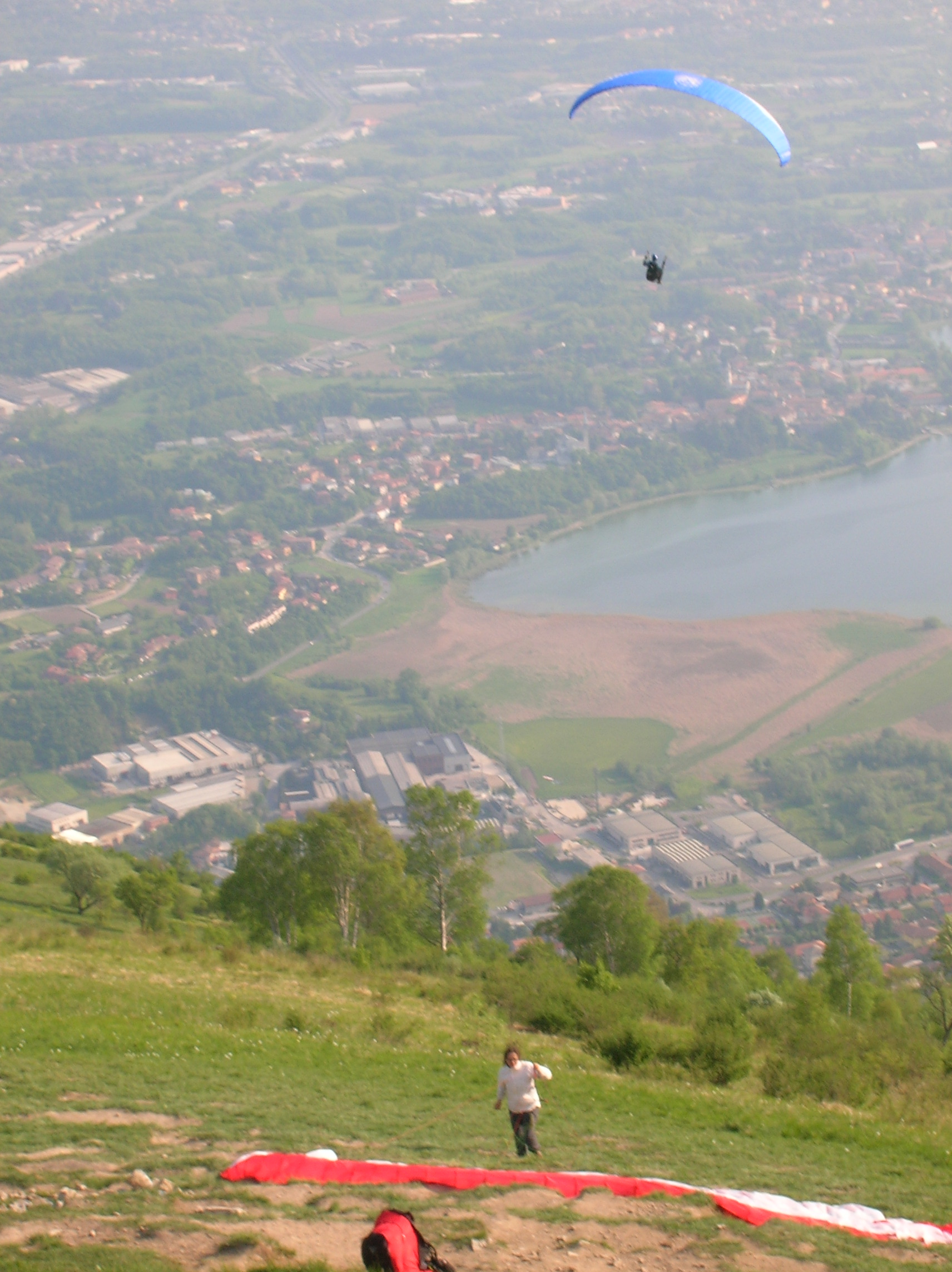
Un lancio col parapendio dal Cornizzolo
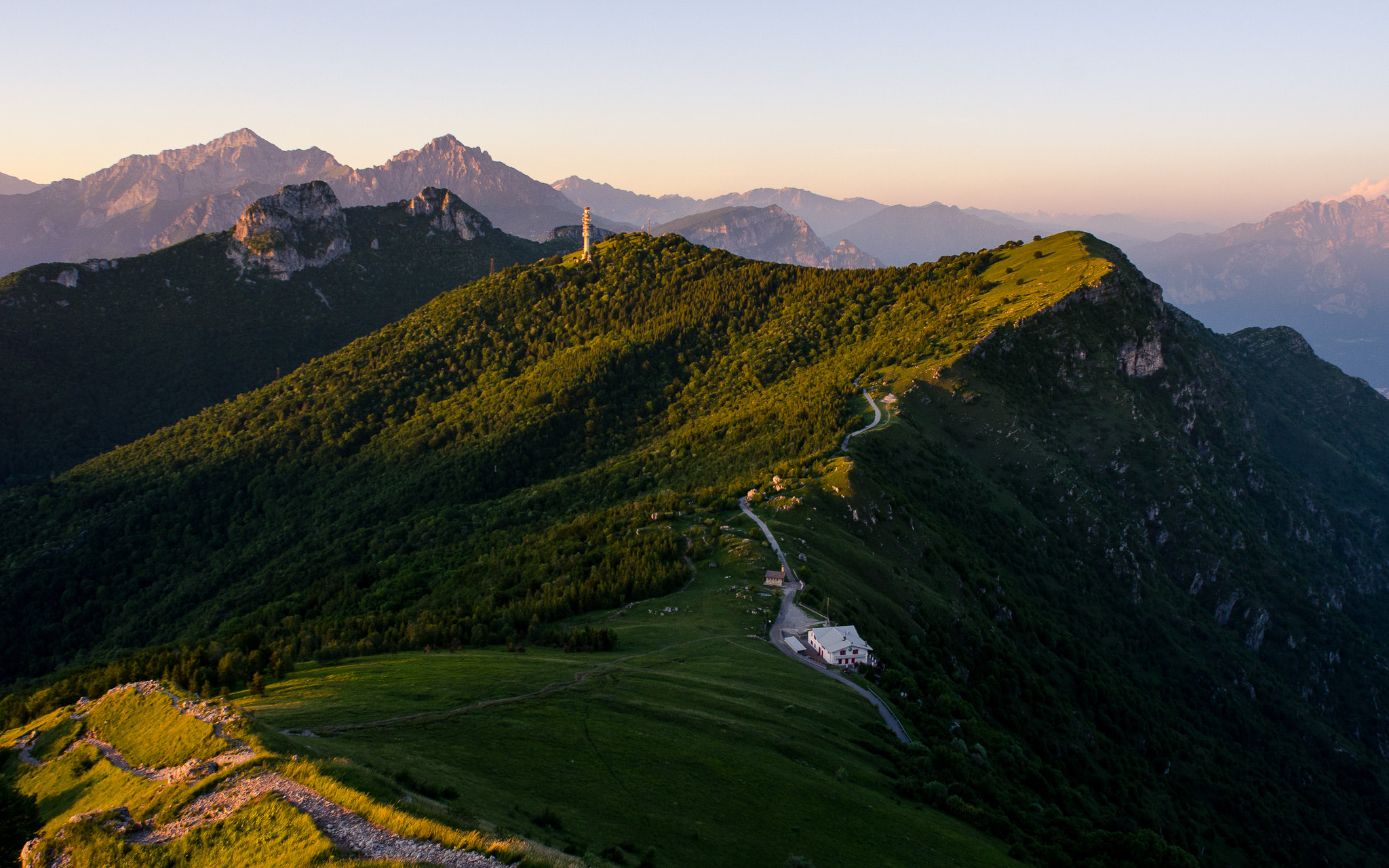
Panorama dalla cima del monte Cornizzolo in direzione est. Si vedono il Monte Rai, il Monte Prasanto, i Corni di Canzo e le Grigne